# 张超理
张超理（Charlie Zhang，1977年1月2日—），人称天残脚，生于大连，籍贯山东平度，中国副导演、演员。

## 简介
张超理，属蛇，摩羯座，因为在周星驰导演的《西游·降魔篇》电影中临时扮演天残脚一角而出现在人们的视野里。与妻儿住在中华人民共和国浙江省金华市。

## 演员作品
- 《大汉天子》[1]
- 《汉武大帝》
- 《风吹云动星不动》
- 《家有囍事2009》
- 《西游·降魔篇》
- 《叶问3》
- 《新少林寺》
- 《十月围城》
- 《誰的青春不迷茫》

## 外部連結
- 张超理在香港影庫上的簡介